# Wyville
 (mars 2023).
Wyville est un village du Lincolnshire, en Angleterre.